# Nowosiółki (rejon wietecki)
Nowosiółki (błr. Навасёлкі, ros. Новосёлки) – wieś na Białorusi, w rejonie wieteckim obwodu homelskiego, 7 km na północ od Chalcza i 20 km na północ od Homela, nad rzeką Soż.

## Historia
Pierwsze pisemne wzmianki o Nowosiółkach w powiecie rzeczyckim Rzeczypospolitej pochodzą z XVI wieku.
Wieś królewska położona była w końcu XVIII wieku w starostwie niegrodowym homelskim w powiecie rzeczyckim województwa mińskiego.
Po I rozbiorze Polski wieś znalazła się na terenie Imperium Rosyjskim. Majątek został w połowie XIX wieku kupiony przez Platona Wojnicz-Sianożęckiego dla jednego z jego synów, Stanisława. Po Stanisławie Nowosiółki odziedziczyła jego młodsza córka, Wanda zamężna za Włodzimierzem hr. Mielżyńskim. Wanda Mielżyńska (1882–1945) była ostatnią właścicielką Nowosiółek, do traktatu ryskiego.
W 1804 roku we wsi wybudowano kościół (lub cerkiew) pw. Piotra i Pawła. W 1876 roku działała w majątku gorzelnia zatrudniająca 15 osób i kuźnia. W 1885 roku we wsi znajdowały się: kościół (lub cerkiew), szkoła, młyn i browar. Do 1897 roku przybyły 2 młyny (napędzane wiatrakami) i zajazd.
Po wojnie polsko-bolszewickiej Nowosiółki znalazły się na terenie ZSRR. W latach 1926–1927 były siedzibą sielsowietu. Od 1929 roku działa tu kołchoz im. Wiaczesława Mołotowa. Wieś została spalona w 1943 roku przez Niemców. Od 1959 roku działa tu sowchoz im. 60-lecia rewolucji październikowej.

## Dwór
Platon Wojnicz-Sianożęcki kupił posiadłość z rozpoczętą w I połowie XIX wieku budową dworu. Stanisław Sianożęcki dokończył jego budowę, a w 1902 roku, przy okazji ślubu Mielżyńskich, zmodernizowano wnętrze dworu oraz zmieniono podjazd: poprzednio ogrodowa elewacja południowo-wschodnia stała się teraz frontową elewacją dworu.
Był to drewniany budynek zbudowany na planie prostokąta. Centralna trójosiowa część była piętrowa. Po obu stronach budynku ta część była poszerzona przez ryzality z czterokolumnowymi portykami w wielkim porządku, z trójkątnymi szczytami. Na wysokości piętra pod portykami były balkony, a na parterze szerokie tarasy. Po 1902 roku w dworze było 13 pokoi na parterze w układzie dwu- i trzytraktowym i cztery pokoje gościnne na piętrze. W salonie był kominek z białego marmuru. Centralną część dworu tworzył wielki, urządzony po myśliwsku hol z klatka schodową oraz salon umeblowany ze stylu Ludwika Filipa, z fortepianem Blüthnera. W przylegającym gabinecie, urządzonym w stylu biedermeier, stał zegar zaprojektowany przez Charles'a Boulle'a. W bibliotece stało dwa tysiące książek.
W obejściu stała oficyna i dwa spichlerze.
Dwór był otoczony dziesięciohektarowym parkiem, powiększonym jeszcze przez żonę Platona, Aleksandrę. Przez park szedł głęboki parów, nad którym przerzucono kilka mostków. Od domu do dalszych części parku wiodły aleje: lipowa, klonowa i kasztanowa. Między alejami były trawniki, na których rosły: dęby, świerki, modrzewie, lipy, klony i kasztany.
Dwór i ogród leżały na wzgórzu, z którego roztaczał się widok na doliną rzeki Soż, aż po odległą drugą posiadłość Sianożęckich – Chalcz. Obecnie po dworze i parku nie ma śladu.
Majątek Nowosiółki (Sianożęckich) został opisany w 1. tomie Dziejów rezydencji na dawnych kresach Rzeczypospolitej Romana Aftanazego.